# 2025年中國國民黨主席選舉
2025年中國國民黨主席選舉將於2025年10月18日舉行，將會選出中國國民黨的新一屆主席，任期四年。選舉方式將採用國民黨黨員直接、平等、無記名、單記、相對多數的投票制度。

## 背景
此次黨主席選舉將於2025年10月18日舉行，此時正值台灣政壇動盪、社會對民主信心下滑的關鍵時刻，使得本次選舉不僅是黨內領導權的爭奪，更是國民黨未來路線與策略方向的重大轉捩點。
2024年大選後，民進黨未取得國會多數，形成「三黨不過半」、「朝小野大」格局。然而，國會改革法案推動過程中引發綠營強烈反彈，導致「青鳥行動」等抗議活動興起。2025年初，民進黨部分人士與公民團體發起大規模罷免行動，針對所有國民黨籍區域立委發動罷免，國民黨則展開反制，發動罷免民進黨立委與泛綠縣市議員，形成全國性的大罷免潮。此時，國民黨多地黨部遭檢調調查，涉及「幽靈連署」疑雲，黨內人士被搜索、約談，國民黨批評執政黨濫用司法權力打壓在野黨，並於4月26日舉行「反綠共，戰獨裁」遊行，表達對執政黨的不滿。  
面對外部挑戰與內部壓力，國民黨內部對現任黨主席朱立倫的領導能力產生疑問。部分黨內人士認為需要更具戰鬥力的領袖來帶領國民黨走出困境。臺中市市長盧秀燕被視為潛在的有力挑戰者，其地方執政表現受到肯定，黨內部分人士期待她參選黨主席。盧秀燕亦被視為2028年總統大選的潛在人選，然而，盧秀燕尚未表態，主要考量包括兼顧市政與黨務的挑戰，以及罷免潮對台中藍營立委的影響。
現任黨主席朱立倫於5月接受專訪，首次表態傾向不參選，並希望交棒的意願。朱立倫在專訪中表示，自己將不參與選舉並交棒，希望黨內能夠團結一致，共同努力。他指出，國民黨目前沒有黨產，必須依靠團結的力量來面對挑戰，任何造成內部紛擾或對立的行為都不應該發生。

## 宣布參選
- 孫健萍（現任國民黨中常委）[21]
- 卓伯源（前任彰化縣縣長）[22]
- 張亞中（現任孫文學校總校長）[23]

## 潛在參選人
- 盧秀燕（現任臺中市市長）[24][25][26][27][28]
- 連勝文（現任國民黨副主席）
- 郝龍斌（前臺北市市長）
- 鄭麗文（前任立法委員）[29][30]